# Love Lockdown
«Love Lockdown» —en español: "Amor encerrado"— es una canción interpretada por el rapero estadounidense Kanye West, producida por él y Jeff Bhasker, e incluida en el año 2008 en su cuarto álbum de estudio, 808s & Heartbreak.
Durante el último cuatrimestre del 2008, "Love Lockdown" fue lanzada por el sello Roc-A-Fella Records como el primer sencillo de 808s & Heartbreak. Tras ello, "Love Lockdown" ingresó al top 10 de listas musicales de canciones como la Billboard Hot 100 y la UK Singles Chart, las más importantes de los Estados Unidos y el Reino Unido, respectivamente. En suma, de acuerdo a la compañía The Official UK Charts Company, «Love Lockdown» ha vendido alrededor de 315 mil copias en el Reino Unido, las cuales le convierten en el sencillo más vendido de 808s & Heartbreak en el estado y en el tercer sencillo más vendido de Kanye West en el mismo, como artista principal, después de «Stronger» y «Gold Digger», respectivamente. Además, de acuerdo al sistema de información Nielsen SoundScan, «Love Lockdown» ha vendido un poco más de 3 millones de descargas en Estados Unidos, las cuales le convierten en el segundo sencillo de mayor éxito comercial de 808s & Heartbreak en el país, después de «Heartless».

## Video musical
El video musical de "Love Lockdown" fue dirigido por Simon Henwood. Su estreno fue realizado el jueves 7 de octubre de 2008 en el programa estadounidense de entrevistas The Ellen DeGeneres Show.
Varios meses después de su estreno, el video musical de "Love Lockdown" fue nominado en tres categorías de los MTV Video Music Awards 2009. La principal de ellas fue en la categoría Mejor video del año, la más importante de la premiación, en la que compitió con los videos musicales de "Single Ladies (Put a Ring on It)" de Beyoncé, "Poker Face" de Lady Gaga, "We Made You" de Eminem y "Womanizer" de Britney Spears.

## Créditos
- Escrita por Kanye West, Jeff Bahsker, Jenny-Bea Englishman, Malik Yusef y Jan Menzies.
- Producida por Kanye West y Jeff Bhasker.
- Teclados por Jeff Bhasker.
- Bajos y percusión por Gibi, Zé Bruno, Lula Almeida y Rodney Dassis.

## Versiones
- Main Version — 04:31
- Radio Edit — 04:15
- Instrumental — 04:11

### Remixes
| - Aerotronic Remix — 04:12 - Chew Fu Small Room Fix — 04:43 | - Flufftronix Edit — 05:04 - Jake Troth Remix — 02:46 |

## Listas musicales de canciones
| País/Continente | Lista musical     | Mejor posición |
| --------------- | ----------------- | -------------- |
| América         |                   |                |
| Canadá          | Canadian Hot 100  | 5              |
| Estados Unidos  | Billboard Hot 100 | 3              |
| Europa          |                   |                |
| Alemania        | Top 100 Singles   | 8              |
| Austria         | Top 75 Singles    | 18             |
| Bélgica         | Top 50 Singles    | 13             |
| Dinamarca       | Top 40 Singles    | 4              |
| Europa          | Hot 100 Singles   | 16             |
| Finlandia       | Top 20 Singles    | 20             |
| Irlanda         | Top 50 Singles    | 4              |
| Noruega         | Top 20 Singles    | 14             |
| Países Bajos    | Top 100 Singles   | 10             |
| Reino Unido     | Top 75 Singles    | 8              |
| Suecia          | Top 60 Singles    | 11             |
| Suiza           | Top 100 Singles   | 18             |
| Oceanía         |                   |                |
| Australia       | Top 50 Singles    | 18             |
| Nueva Zelanda   | Top 40 Singles    | 11             |

## Certificaciones
| País           | Proveedor      | Año  | Discográfica | Certificación | Tipo    | Ventas certificadas |
| -------------- | -------------- | ---- | ------------ | ------------- | ------- | ------------------- |
| América        |                |      |              |               |         |                     |
| Estados Unidos | RIAA           | 2009 | Def Jam      | 2x Platino    | Digital | 2.000.000           |
| Europa         |                |      |              |               |         |                     |
| Dinamarca      | IFPI Dinamarca | 2008 | Universal    | Oro           | Single  | 7.500               |
| Oceanía        |                |      |              |               |         |                     |
| Australia      | ARIA           | 2009 | UMA          | Oro           | Single  | 35.000              |
| Nueva Zelanda  | RIANZ          | 2009 | Universal    | Oro           | Single  | 7.500               |